# ヨン・バウエル
ヨン・バウエル（John Bauer, 1882年 - 1918年12月20日）は、スウェーデンの画家。
最も知られた作品としては、童話集Bland tomtar och troll (小人やトロールの中) がある。

## 生涯
ヨン・バウエルは二人の兄弟と一人の姉と共にスウェーデンのヨンショーピング市に生を受けた。姉が13歳の時に夭折したことはヨン・バウエルのその後の生い立ちに大きな影響を与えた。彼は、父親のシャルキトリー作りを支えながら、常にスケッチをし、絵を描くことを止めなかった。16歳の時、ストックホルムで絵画を専攻し、二年後にはスウェーデン王立芸術アカデミーに入る。
アカデミーでエステル・エルクヴィストと知り合い、1906年に結婚。1908年から1910年にかけてドイツとイタリアを共に周遊する。エステルは『妖精姫』など、バルエルの作品に度々登場した。しかしながら、次第にうつ病と自己嫌悪に苛まれる様になった結果、1918年には離婚に至ることとなり、同年の12月、船の難破に巻き込まれてその生涯を終えた。

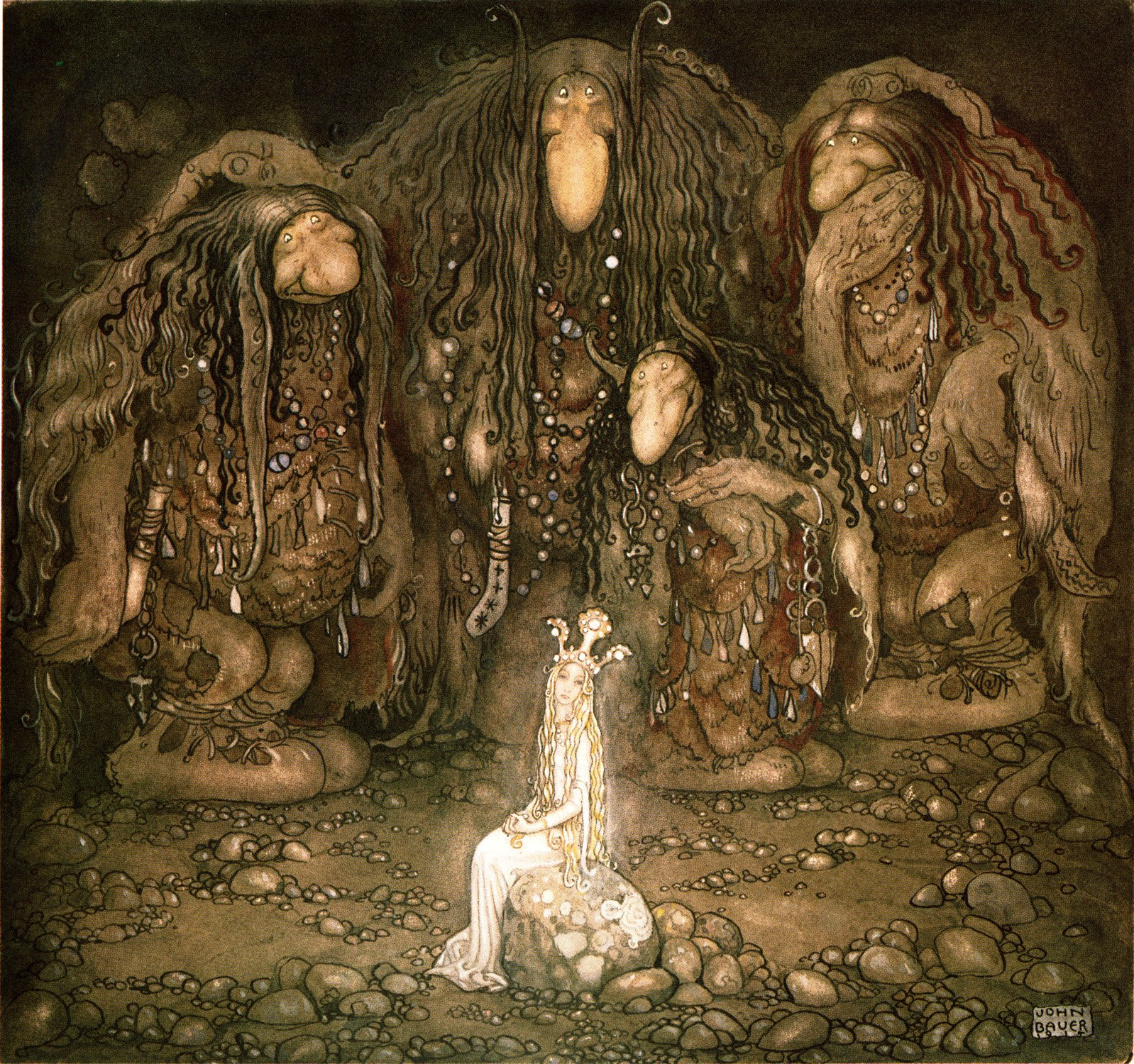
『妖精姫』

## 影響
バウエルの初期の作品はAlbert Engströmやカール・ラーションなど同年代のスウェーデン画家にかなり影響を受けている。イギリス人挿絵画家の、アーサー・ラッカムやエドマンド・デュラックなどに幅広く影響を与えた。また、ノルウェーのミュージシャンであるMortiisが発表しているアンビエント・ミュージックのアルバムジャケットに多数の作品が用いられている。

## 参照
1. ↑  The John Bauer Museum
2. ↑  “Getåolyckan 1918” (swedish). 2006年7月23日閲覧。